# Erhan Karayer
Erhan Karayer (* 20. Juli 1991 in Biga) ist ein türkischer Fußballspieler.

## Karriere
Karayer spielte insgesamt acht Jahre bei Dardanelspor und war zwischendurch kurz an Siirtspor ausgeliehen. Seit 2014 steht er bei Tavşanlı Linyitspor unter Vertrag.